# Asłan Maschadow
Asłan Alijewicz Maschadow (ros. Аслан Алиевич Масхадов, czecz. Масхадан Али-кIант Аслан (Masxadan Ali-khant Aslan); ur. 21 września 1951 w osadzie Szakoj w Kazachskiej SRR [dziś Kazachstan, obwód karagandyjski], zm. 8 marca 2005 w Tołstoj-jurcie) – prezydent Czeczenii, partyzant, polityk.

## Młodość
Urodził się w Kazachstanie, gdzie w 1944 jego rodzice wraz z innymi Czeczenami zostali zesłani na rozkaz Stalina. W 1957 powrócił do rodzinnej Czeczenii i zamieszkał na prowincji (wieś Zebir-Jurt). W 1968 ukończył szkołę średnią w Nadterecznoje.

## Kariera wojskowa
W 1972 ukończył Wyższą Szkołę Artylerii w Tbilisi i rozpoczął służbę w Dalekowschodnim OW. Do 1978 roku doszedł do stanowiska dowódcy dywizjonu artylerii. W tym samym roku rozpoczął studia w elitarnej Akademii Artylerii im. Kalinina w Leningradzie, którą ukończył w 1981 roku z wyróżnieniem. Po ukończeniu akademii został wysłany na Węgry, gdzie służył w Południowej Grupie Wojsk i doszedł do stanowiska d-cy pułku artylerii. W 1986 został przeniesiony na Litwę, gdzie w 1990, dowodzony przez niego 379. pułk artylerii otrzymał miano najlepszego w Nadbałtyckim OW. W styczniu 1991 podczas rozruchów niepodległościowych w Wilnie pułk Maschadowa osłaniał rosyjski garnizon na wypadek ataku buntowników. Później fałszywie przypisywano mu aktywny udział w zajściach, w tym rozkaz strzelania do zebranych pod wieżą telewizyjną.

## W Czeczenii
Zwolniony z wojska w stopniu pułkownika na własną prośbę w 1992, został zastępcą, a od 1993 szefem sztabu czeczeńskich sił zbrojnych. Kierował obroną Groznego w czasie I wojny czeczeńskiej, a w 1996 dowodził operacją, w wyniku której odbito to miasto z rąk Rosjan. Po zakończeniu wojny został wybrany 27 stycznia 1997 prezydentem Czeczenii (w wyborach uzyskał 59,3 proc. głosów). Pomogło mu poparcie Kremla, dla którego nie do zaakceptowania był jego główny konkurent Szamil Basajew. Maschadow był zwolennikiem niepodległości Czeczenii, ale twierdził przy tym, że należy dążyć do pokojowego ułożenia stosunków z Rosją.
13 października 1998 Asłan Maschadow gościł w polskim parlamencie i wziął udział w III Międzynarodowej Konferencji Praw Człowieka. Udzielił również wywiadu TVP, który został wyemitowany wieczorem, w najlepszym czasie antenowym.
Przez pewien czas współpracował z Basajewem którego mianował wicepremierem. Nie udało mu się jednak powstrzymać rosnącej w siłę opozycji: wahhabitów i innych fundamentalistów islamskich oraz związanych z nimi lokalnych przywódców, którzy nie chcieli podporządkować się władzom w Groznym. Kilkakrotnie podejmowano zamachy na jego życie. Maschadow stopniowo tracił kontrolę nad państwem. W 1999 ogłosił szariat w Czeczenii; radykalne reformy wzmocniły żądania fundamentalistów, którzy zadeklarowali, iż domagają się wypędzenia Rosjan z Kaukazu i utworzenie islamskiego państwa, obejmującego oprócz Czeczenii także rosyjski Dagestan. Po rozpoczęciu II wojny czeczeńskiej i kilkumiesięcznych otwartych starciach zbrojnych przeszedł do walki partyzanckiej. Był oskarżany przez Rosję m.in. o organizację i udział w zbrojnym buncie, organizację nielegalnych formacji zbrojnych, zabójstwa urzędników państwowych i wspieranie terroryzmu oraz poszukiwany przez wojska rosyjskie i prokuraturę listami gończymi.
Zginął podczas operacji specjalnej wojsk rosyjskich 8 marca 2005. Rosjanie odmówili wydania ciała rodzinie zgodnie z obowiązującym w Rosji wprowadzonym po zamachach terrorystycznych ustawodawstwem nakazującym potajemny pochówek zabitych separatystów. Wokół śmierci Maschadowa pojawiły się różne spekulacje. Jedna z teorii oparta na wyjaśnieniach jego podwładnego i kuzyna złożonych na procesie oraz ekspertyzie balistycznej jego broni mówi, iż został przez niego zabity, aby uniknąć schwytania żywcem. Brakuje jednak na to wyraźnych dowodów.